# Bert Sundström
Bert Kenneth Sundström, född 14 januari 1959 i Stora Tuna kyrkobokföringsdistrikt i Kopparbergs län, är en svensk journalist och utrikeskorrespondent.
Sundström var korrespondent för Rapport i Washington, D.C. 1996–1999 och utrikeskorrespondent för SVT i Moskva mellan september 2002 och februari 2023. 
I augusti 2005 förvägrades Sundström under en period förnyat visum till Ryssland. Sundström kan ha förvägrats visum som en reaktion på att den ryske korrespondenten Kirill Antonov fick avslag på sin ansökan om förlängt uppehålls- och arbetstillstånd i Sverige av Migrationsverket. I november 2007 blev han utvisad, efter att han återigen inte fått sitt visum förlängt, men redan senare samma månad välkomnades han tillbaka i samband med invigningen av ett vattenreningsverk i Sankt Petersburg.

## Oroligheterna i Egypten
Under egyptiska revolutionen meddelade SVT:s Aktuellt den 3 februari 2011 att Sundström hade  arresterats och senare hittats allvarligt misshandlad samt att han hade förts till sjukhus i Kairo; han hade  även opererats för knivskador i buken. Sundström blev knivskuren i buken och ryggen samt skallskadad i form av slag. Han räddades av soldater som sköt varningsskott. Den 9 februari fördes Sundström till Sverige i ambulansflyg.